# Kazimiera Chodzyńska
Kazimiera Chodzyńska z domu Mucha (ur. 28 października 1928 w Rżuchowie, zm. 28 grudnia 2005) – polska nauczycielka, poseł na Sejm PRL VI kadencji.

## Życiorys
Córka Józefa i Bronisławy. W 1948, ukończywszy Liceum Pedagogiczne w Ostrowcu Świętokrzyskim, została nauczycielką w szkole podstawowej w Mominie. W 1952 rozpoczęła pracę we własnym gospodarstwie rolnym w Rzuchowie.
W 1950 przystąpiła do Koła Gospodyń Wiejskich w Rzuchowie, była przewodniczącą KGW. Od 1956 należała do Zjednoczonego Stronnictwa Ludowego. Pełniła funkcje radnej Powiatowej Rady Narodowej w Opatowie, zastępcy przewodniczego Gromadzkiej Rady Narodowej. Była przewodniczącą Rady Nadzorczej Okręgowej Spółdzielni Mleczarskiej. W 1972 uzyskała mandat posła na Sejm PRL w okręgu Ostrowiec Świętokrzyski. Zasiadała w Komisji Przemysłu Lekkiego.

## Odznaczenia
- Brązowy Krzyż Zasługi
- Wpis do „Księgi zasłużonych dla województwa tarnobrzeskiego” (1983)[1]